# پائول کالینسکو
پائول کالینسکو (رومانیایی: Paul Călinescu؛ ‏ ۲۳ اوت ۱۹۰۲ – ۲۵ مارس ۲۰۰۰) کارگردان فیلم و فیلم‌نامه‌نویس اهل رومانی بود.

## گزیده فیلم‌شناسی
از فیلم‌هایی که وی در آن‌ها نقش داشته‌است، می‌توان به والس تایتانیک اشاره نمود.